# Eino Friberg
Eino Friberg (10. května 1901 Merikarvia, Finské velkoknížectví – 27. května 1995 Cambridge, Massachusetts, Spojené státy americké) byl Američan finského původu, jeden z anglických překladatelů Kalevaly.
Narodil se ve Finsku, ale už jako dítě se s rodinou přestěhoval do USA (v roce 1906). Od svých deseti let byl kvůli jakési nehodě zcela slepý. Vystudoval universitu v Bostonu, kde získal titul Bachelor of Arts. Na Harvardu studoval na PhD, studium ale nedokončil a získal pouze titul Master of Arts. Jeho život byl velmi rozmanitý, vystudoval také teologii (v roce 1949 prožil jakési mystické setkání, které popsal v nepublikovaném rukopise) a vykonával kněžskou službu v Nové Anglii. Kalevalu začal do angličtiny překládat ve věku sedmdesáti pěti let. Kvůli své slepotě pracoval s verzí v Braillově písmě. Šlo o v pořadí čtvrtý anglický překlad Kalevaly, ale první, který pořídil finský rodilý mluvčí. V roce 1988 získal za svou překladatelskou činnost nejvyšší finské vyznamenání, Řád bílé růže. Byl třikrát ženatý a měl dvě dcery. V roce 1926 vydal sbírku vlastních anglických básní Jiskry (Sparks).